# کروماتوگرافی یونی

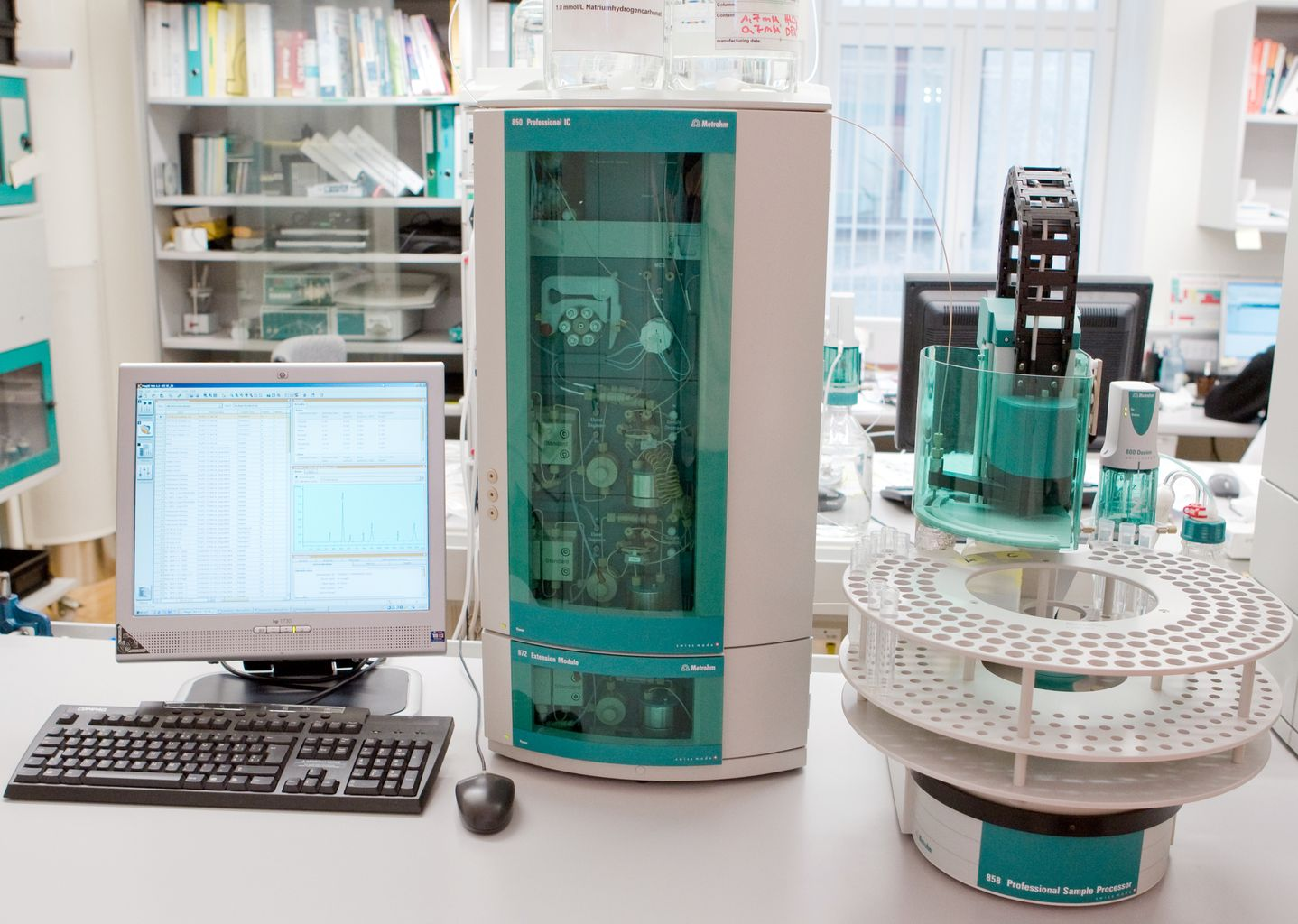
یک دستگاه کروماتوگرافی یونی مدرن

کروماتوگرافی یونی (Ion chromatography) یا کروماتوگرافی تبادل یونی (Ion-exchange chromatography) نوعی کروماتوگرافی مایعی است که در نتیجهٔ برهم‌کنش‌های یونی صورت می‌گیرد.  این روش از انواع روش های کروماتوگرافی مایع است بنابراین از نظر دستگاهوری و اجزاء و وظایف هرکدام مشابه روش کروماتوگرافی مایع با کارایی بالا یا HPLC است. در این روش بین فاز متحرک، که معمولا به صورت محلول است و حاوی نمونه ای ست که دارای اجزاء قابل یونیزه می باشد، و فاز ساکن، که باردار است، به صورت تعادلی و برگشت پذیر تبادل یون انجام می شود. 
فاز ساکن و متحرک هر دو قطبی هستند. فاز ساکن از پلیمر های سنتزی شامل گروه های متصل باردار تشکیل شده است که این گروه های باردار می توانند گروه های آنیونی یا کاتیونی باشند. گروه های آنیونی پیوند شده با رزین، برای جداسازی گروه های کاتیونی به کار می روند و بر همین اساس به آنها تبادل‌گرهای تعویض کاتیونی (cation exchange)، و این روش را کروماتوگرافی تعویض کاتیونی گویند.

## تاریخچه کروماتوگرافی یونی
کروماتوگرافی یونی در دهه 1970 میلادی به‌طور رسمی به‌عنوان یک تکنیک تحلیلی جدید شناخته شد. پیش از آن، در دهه‌های 1950 و 1960، تکنیک‌های کروماتوگرافی مایع (Liquid Chromatography یا LC) در تحلیل ترکیبات شیمیایی و مولکولی به‌طور گسترده‌ای مورد استفاده قرار می‌گرفتند، اما این روش‌ها محدودیت‌هایی در جداسازی و تحلیل یون‌ها داشتند. برای تحلیل یون‌ها به روش‌های ساده‌تر نیاز بود که در نهایت کروماتوگرافی یونی به‌عنوان یک راهکار جدید معرفی شد.

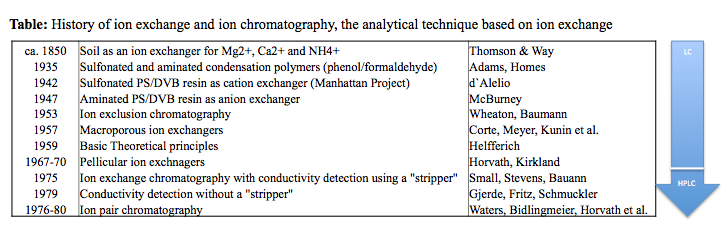
تاریخچه کروماتوگرافی تبادل یونی

در سال 1975، یکی از محققان برجسته در این زمینه، لوئیس استراین (Louis Strain)، به‌همراه تیم تحقیقاتی خود، روشی را برای جداسازی آنیون‌ها با استفاده از ستون‌های پر شده با رزین‌های تبادل یونی توسعه داد. این سیستم از مواد تبادل یونی برای جذب آنیون‌ها و جداسازی آنها از یکدیگر استفاده می‌کرد. این ابتکار به‌طور مستقیم به شکل‌گیری کروماتوگرافی یونی منتهی شد.
در دهه 1980، پیشرفت‌های زیادی در زمینه کروماتوگرافی یونی صورت گرفت. یکی از مهم‌ترین تغییرات در این دوره، معرفی آشکارسازهای هدایت الکتریکی (Conductivity Detectors) بود که به‌طور گسترده‌ای برای شناسایی یون‌های جداشده در این روش به‌کار گرفته شدند. این آشکارسازها قادر به شناسایی تغییرات هدایت الکتریکی محلول به‌واسطه حضور یون‌ها بودند و این امکان را فراهم کردند که یون‌های مختلف به‌راحتی شناسایی و اندازه‌گیری شوند.
در این زمان، توسعه فازهای ثابت جدید مانند رزین‌های تبادل یونی پیشرفته‌تر و ارزان‌تر شد. همچنین، دستگاه‌های کروماتوگرافی یونی به‌طور چشمگیری بهبود پیدا کردند و قابلیت‌های آنها برای آنالیز یون‌ها در نمونه‌های پیچیده افزایش یافت.
در دهه‌های 1990 و 2000، کروماتوگرافی یونی به‌طور گسترده در صنایع مختلف مورد استفاده قرار گرفت. یکی از کاربردهای مهم آن، آنالیز مواد معدنی و ترکیبات یونی در محیط‌زیست بود. با افزایش نگرانی‌ها درباره آلودگی‌های شیمیایی در آب‌ها و خاک‌ها، استفاده از کروماتوگرافی یونی برای اندازه‌گیری یون‌ها و آلاینده‌ها در این محیط‌ها گسترش یافت.
در این دوره، تکنولوژی‌های جدیدی برای بهبود دقت و سرعت تحلیل‌ها در کروماتوگرافی یونی معرفی شد. این شامل استفاده از ستون‌های نانو و مواد جدید فاز ثابت بود که توانستند جداسازی‌های بهتری را در مقایسه با روش‌های پیشین ارائه دهند. همچنین، دستگاه‌های کروماتوگرافی یونی جدیدتر از سیستم‌های اتوماتیک برای تزریق نمونه‌ها، کنترل دما و زمان و همچنین اندازه‌گیری دقیق‌تر استفاده می‌کردند.
در دهه 2010 به بعد، کروماتوگرافی یونی همچنان به عنوان یک روش قدرتمند برای آنالیز یون‌ها در محیط‌های پیچیده و کاربردهای صنعتی استفاده می‌شود. پیشرفت‌های اخیر در کروماتوگرافی یونی عمدتاً در دو زمینه بوده است: یکی توسعه سیستم‌های کروماتوگرافی یونی با دقت بالا (High-Performance Ion Chromatography) که قادر به انجام آنالیزهای سریع‌تر و دقیق‌تر هستند، و دیگری استفاده از روش‌های ترکیبی مانند ترکیب کروماتوگرافی یونی با تکنیک‌هایی همچون طیف‌سنجی جرمی (Mass Spectrometry) برای شناسایی دقیق‌تر ترکیبات یونی.
همچنین، در این دوران توجه بیشتری به نرم‌افزارهای تحلیلی و اتوماسیون دستگاه‌های کروماتوگرافی یونی معطوف شده است. این تغییرات باعث شده‌اند که انجام آنالیزهای پیچیده‌تر و نیاز به نیروی انسانی کمتر شود، به‌طوری که امروزه کروماتوگرافی یونی در آزمایشگاه‌های پیشرفته و تحقیقاتی برای انجام آزمایشات روزمره بسیار کارآمد است.

## اصول کار کروماتوگرافی یونی
کروماتوگرافی یونی (Ion Chromatography یا IC) یک روش تحلیلی برای جداسازی و شناسایی یون‌ها (کاتیون‌ها و آنیون‌ها) در نمونه‌های مختلف است. این تکنیک مبتنی بر تفاوت در تعامل یون‌ها با فاز ثابت و فاز متحرک است که در نهایت منجر به جداسازی آنها در ستون کروماتوگرافی می‌شود. برای درک بهتر اصول کار کروماتوگرافی یونی، لازم است که مفهوم فاز ثابت، فاز متحرک، مکانیسم‌های جداسازی و آشکارسازی را بررسی کنیم.

### 1. فاز ثابت و فاز متحرک
کروماتوگرافی یونی مانند سایر روش‌های کروماتوگرافی مایع، از دو فاز استفاده می‌کند:
- فاز ثابت: فاز ثابت در کروماتوگرافی یونی معمولاً یک ماده تبادل یونی است که در ستون کروماتوگرافی قرار می‌گیرد. این ماده می‌تواند از جنس رزین‌های تبادل یونی باشد که قادر به جذب یا دفع یون‌ها هستند. این فاز ثابت می‌تواند به‌طور اختصاصی یون‌های خاصی را جذب کند که باعث جداسازی آنها از یکدیگر می‌شود.[۱]
- فاز متحرک: فاز متحرک معمولاً یک محلول آبی است که یون‌های مختلف در آن حل شده‌اند. این محلول به‌طور مداوم از طریق ستون حرکت می‌کند و نمونه یون‌ها را همراه با خود به جلو می‌برد.[۲]

### 2. مکانیسم جداسازی
مکانیسم اصلی جداسازی در کروماتوگرافی یونی به تعامل یون‌ها با فاز ثابت مربوط می‌شود. فرآیند جداسازی به این صورت است که:
- زمانی که نمونه‌ای شامل یون‌های مختلف به ستون کروماتوگرافی تزریق می‌شود، این یون‌ها با فاز ثابت (رزین تبادل یونی) واکنش می‌دهند. یون‌ها به دلیل بار الکتریکی‌شان و ویژگی‌های فیزیکوشیمیایی خاص خود با فاز ثابت تعامل می‌کنند.[۳]
- این تعاملات می‌تواند به‌صورت جذب و دفع یون‌ها روی سطح رزین یا جایگزینی یون‌های موجود در فاز ثابت با یون‌های نمونه باشد.
- یون‌هایی که تعامل ضعیفی با فاز ثابت دارند، سریع‌تر از ستون عبور می‌کنند، در حالی که یون‌هایی که تعامل قوی‌تری با فاز ثابت دارند، کندتر حرکت می‌کنند و در نتیجه از یکدیگر جدا می‌شوند.

بنابراین، یون‌ها به‌طور جداگانه از هم حرکت می‌کنند و در نتیجه در نقاط مختلفی از ستون در زمان‌های متفاوت جدا می‌شوند.

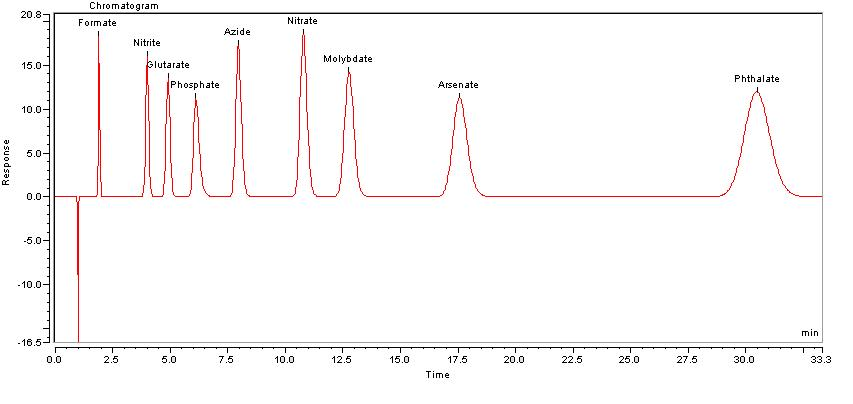
نشان دادن جداسازی یونی در کروماتوگرافی یونی

### 3. آشکارسازی
پس از اینکه یون‌ها از ستون خارج شدند، برای شناسایی و اندازه‌گیری آنها از یک آشکارساز استفاده می‌شود. رایج‌ترین آشکارساز در کروماتوگرافی یونی، آشکارساز هدایت الکتریکی است. این آشکارساز قادر است تغییرات در هدایت الکتریکی محلول را شناسایی کند که ناشی از حضور یون‌ها است. به‌طور کلی، اصول کار آشکارساز بدین صورت است که:
- هنگامی که یون‌ها از ستون خارج می‌شوند، به فاز متحرک که از درون سیستم عبور می‌کند اضافه می‌شوند.
- حضور یون‌ها باعث تغییر در هدایت الکتریکی محلول می‌شود. این تغییرات می‌تواند برای شناسایی و تعیین مقدار هر یون استفاده شود.[۴]

### 4. تزریق نمونه
نمونه‌ای که شامل یون‌ها است، معمولاً به‌وسیله یک دستگاه تزریق وارد دستگاه کروماتوگرافی یونی می‌شود. این تزریق می‌تواند به‌صورت دستی یا خودکار باشد. در این مرحله، نمونه به فاز متحرک افزوده می‌شود و روند جداسازی آغاز می‌شود.

### 5. فاز ثابت و فاز متحرک در سیستم‌های پیشرفته
در سیستم‌های پیشرفته کروماتوگرافی یونی، از مواد فاز ثابت خاص و پیشرفته استفاده می‌شود که می‌توانند توانایی جذب بالاتری داشته باشند. به‌علاوه، ترکیب فاز متحرک نیز در کنترل انتخابی برای جداسازی یون‌ها نقش دارد. ترکیب محلول‌ها به‌طور دقیق تنظیم می‌شود تا بهترین نتایج را برای جداسازی فراهم کند.

## اجزای دستگاه کروماتوگرافی یونی
دستگاه کروماتوگرافی یونی (Ion Chromatography یا IC) برای جداسازی و شناسایی یون‌ها در نمونه‌های مختلف طراحی شده است. این دستگاه شامل چندین بخش اصلی است که هرکدام نقش حیاتی در عملکرد صحیح و کارآمد دستگاه ایفا می‌کنند. در ادامه، اجزای اصلی دستگاه کروماتوگرافی یونی به تفصیل توضیح داده می‌شود.

### 1. پمپ (Pump)
پمپ در دستگاه کروماتوگرافی یونی مسئول هدایت فاز متحرک از مخزن به ستون کروماتوگرافی است. این پمپ معمولاً پمپی با دقت بالا است که قادر است محلول فاز متحرک را با سرعت ثابت یا متغیر از طریق سیستم عبور دهد. پمپ‌ها معمولاً به گونه‌ای طراحی می‌شوند که می‌توانند فشار بالایی را برای عبور محلول از ستون ایجاد کنند، زیرا این محلول باید از مواد تبادل یونی با اندازه منافذ بسیار ریز عبور کند.

### 2. مخزن فاز متحرک (Mobile Phase Reservoir)
این مخزن محلول‌های آبی یا حلال‌هایی است که به‌عنوان فاز متحرک در فرآیند کروماتوگرافی یونی استفاده می‌شوند. محلول فاز متحرک معمولاً از ترکیب آب و مواد شیمیایی خاص به‌وجود می‌آید که شرایط مطلوبی برای جداسازی یون‌ها فراهم کند. این مخزن باید به‌طور منظم پر شده و محلول‌ها باید از لحاظ ترکیب و pH به‌دقت کنترل شوند.

### 3. آشکارساز (Detector)
آشکارساز در دستگاه کروماتوگرافی یونی به منظور شناسایی و اندازه‌گیری یون‌هایی که از ستون خارج می‌شوند، استفاده می‌شود. رایج‌ترین نوع آشکارساز در این تکنیک، آشکارساز هدایت الکتریکی است که قادر است تغییرات هدایت الکتریکی محلول در حال عبور را شناسایی کند.
- آشکارساز هدایت الکتریکی (Conductivity Detector): این آشکارساز تغییرات هدایت الکتریکی را در فاز متحرک ناشی از یون‌های موجود تشخیص می‌دهد. یون‌ها باعث افزایش هدایت الکتریکی محلول می‌شوند و این تغییرات توسط دستگاه اندازه‌گیری می‌شود.[۴]

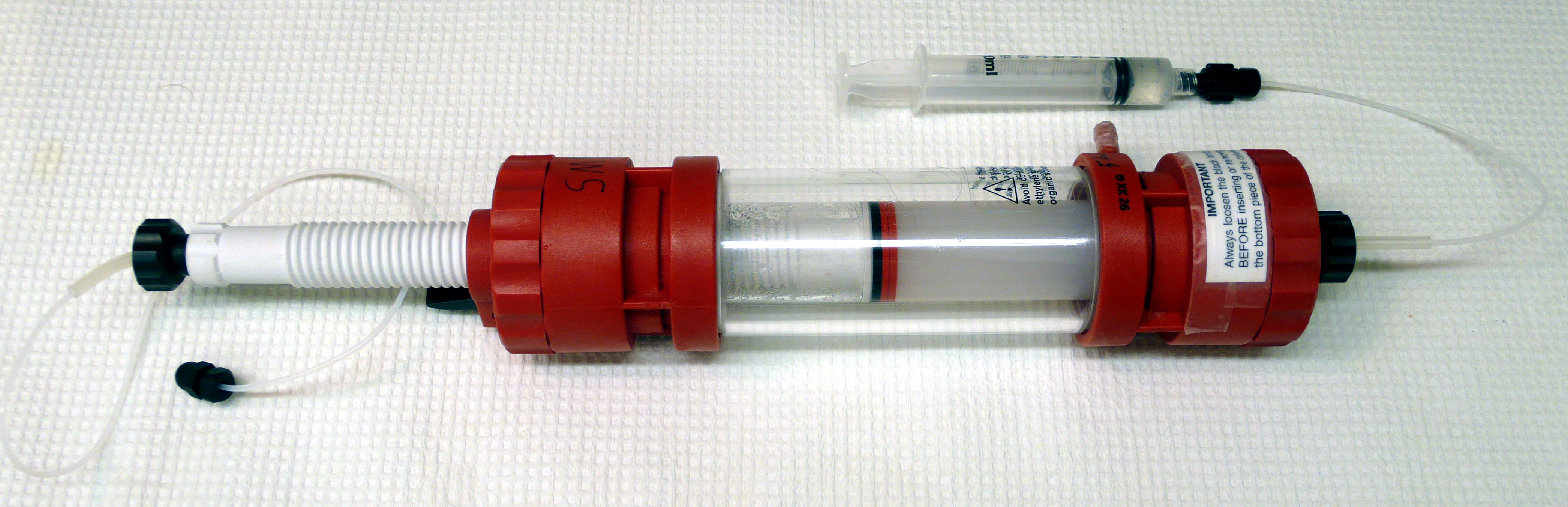
ستون تبادل یونی

### 4. ستون کروماتوگرافی (Chromatography Column)
ستون کروماتوگرافی قلب اصلی سیستم کروماتوگرافی یونی است. ستون معمولاً از جنس شیشه یا فولاد ضد زنگ ساخته می‌شود و درون آن مواد تبادل یونی به‌طور فشرده قرار می‌گیرد. این ستون محل اصلی جداسازی یون‌ها است. یون‌ها پس از تزریق به ستون، با توجه به تعاملات مختلف با مواد تبادل یونی، از یکدیگر جدا می‌شوند.

### 5. تزریق‌کننده نمونه (Sample Injector)
تزریق‌کننده نمونه دستگاه کروماتوگرافی یونی برای وارد کردن دقیق نمونه به سیستم استفاده می‌شود. این قسمت می‌تواند به‌صورت دستی یا اتوماتیک باشد. معمولاً از یک سیستم حلقه‌ای برای تزریق نمونه استفاده می‌شود، به این صورت که مقدار دقیقی از نمونه به فاز متحرک افزوده می‌شود.

### 6. کنترل دما (Temperature Control)
کنترل دما برای حفظ پایداری فرآیند جداسازی بسیار مهم است. دما می‌تواند بر سرعت واکنش‌ها و بر تعامل یون‌ها با فاز ثابت تاثیر بگذارد. در برخی از دستگاه‌های کروماتوگرافی یونی، یک سیستم کنترل دما وجود دارد که دما را در سطح مطلوبی برای فرآیند جداسازی حفظ می‌کند.

### 7. سیستم نمایش و پردازش داده‌ها (Data System and Display)
این سیستم به‌عنوان رابط کاربری عمل می‌کند و نتایج آزمایشات را به‌صورت گرافیکی نمایش می‌دهد. همچنین، نتایج به‌طور خودکار پردازش شده و به‌طور دقیق ثبت می‌شوند. داده‌های حاصل از آشکارساز برای تحلیل بیشتر و گزارش‌دهی استفاده می‌شوند. این سیستم معمولاً شامل نرم‌افزارهایی است که امکان تحلیل داده‌ها و انجام محاسبات مختلف را فراهم می‌آورد.

### 8. واحد تأمین گاز (Gas Supply Unit)
در برخی از سیستم‌های کروماتوگرافی یونی، به‌ویژه برای آشکارسازهای خاص یا به‌منظور ایجاد شرایط خاص در دستگاه، از گازها مانند نیتروژن یا هلیوم برای کمک به عملکرد صحیح دستگاه استفاده می‌شود. این گازها می‌توانند برای تنظیم فشار در آشکارسازها یا برای ایجاد شرایط خلأ در برخی بخش‌های دستگاه استفاده شوند.

## انواع کروماتوگرافی یونی
کروماتوگرافی تبادل یونی (Ion Exchange Chromatography):
کروماتوگرافی تبادل یونی یکی از رایج‌ترین انواع کروماتوگرافی یونی است که در آن یون‌ها با یون‌های موجود در فاز ثابت (رزین‌های تبادل یونی) تبادل می‌کنند. این تکنیک به‌ویژه برای جداسازی کاتیون‌ها و آنیون‌ها در نمونه‌ها کاربرد دارد. در این فرآیند، یون‌ها بر اساس قدرت جذب‌شان توسط فاز ثابت از یکدیگر جدا می‌شوند. به‌طور مثال، یون‌های کوچکتر یا با بار الکتریکی بالاتر ممکن است زودتر از ستون عبور کنند. این روش در کاربردهایی مانند آنالیز آب، محیط‌زیست، صنایع دارویی و شیمی به‌طور گسترده‌ای استفاده می‌شود.

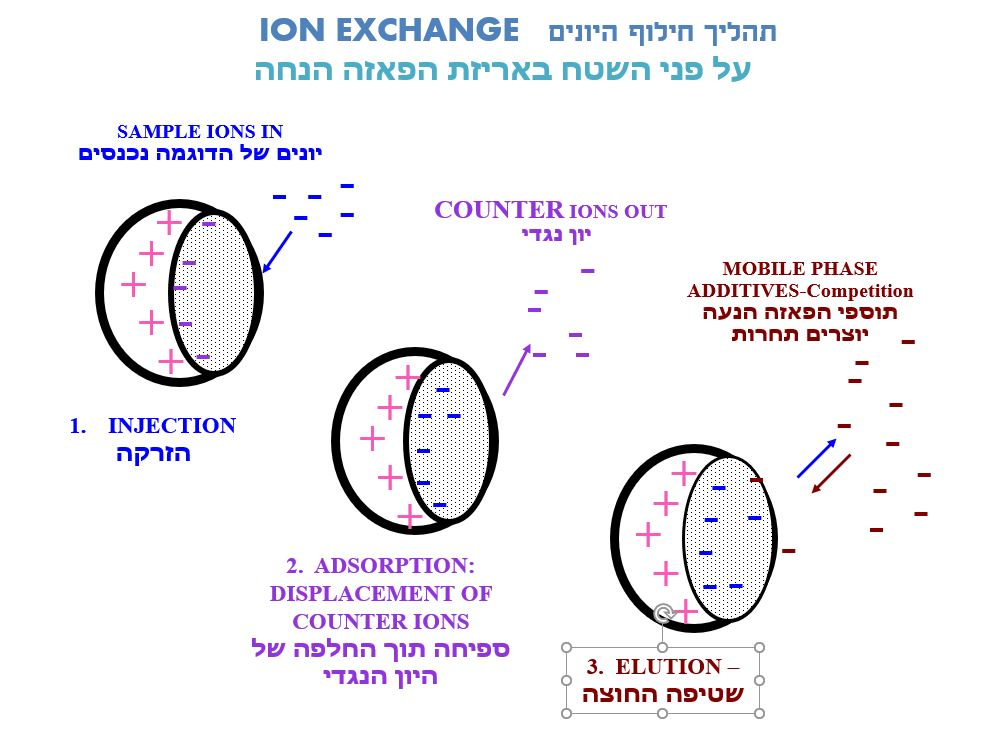
فرایند کروماتوگرافی تبادل یونی

کروماتوگرافی اندازه‌گیری یونی (Ion Exclusion Chromatography):
کروماتوگرافی اندازه‌گیری یونی یک تکنیک است که در آن یون‌ها بر اساس اندازه‌شان از یکدیگر جدا می‌شوند. ستون کروماتوگرافی در این روش حاوی مواد خاصی است که به‌طور انتخابی از یون‌های بزرگتر عبور نمی‌کند یا عبور آنها را محدود می‌کند. این یون‌ها معمولاً یون‌های با شعاع هیدراتاسیون بزرگ هستند که در مقایسه با یون‌های کوچک‌تر حرکت کمتری در ستون دارند. این روش بیشتر در جداسازی مولکول‌های بزرگ یا یون‌های پیچیده در محلول‌های آبی استفاده می‌شود.

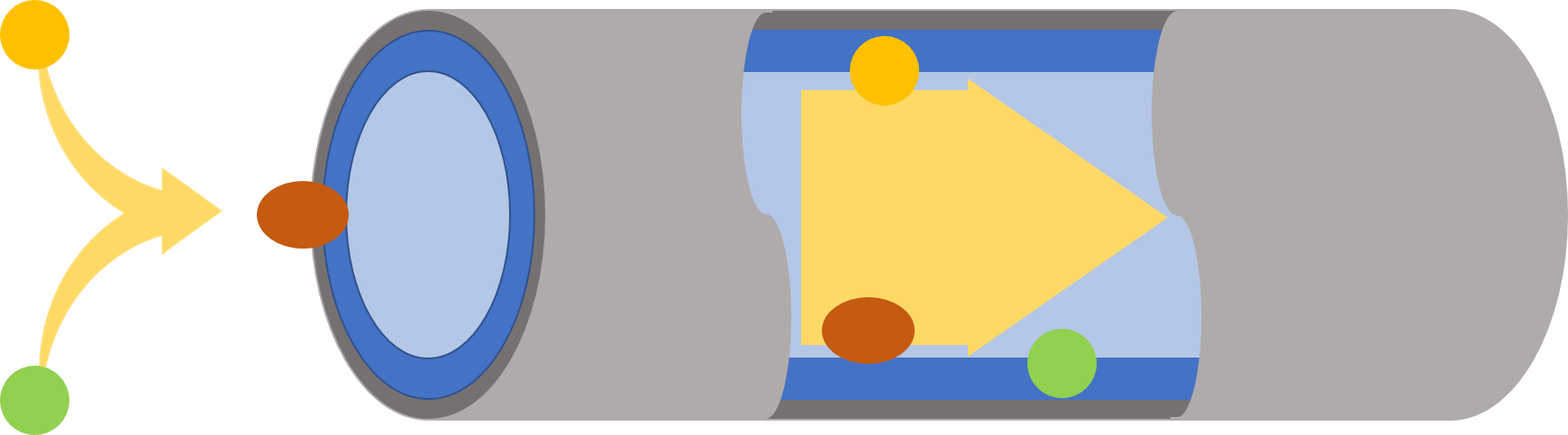
کروماتوگرافی جفت یونی

کروماتوگرافی جفت یونی (Ion Pair Chromatography):
در کروماتوگرافی جفت یونی، یون‌ها با یک یون جفت (Ion Pair) تشکیل جفت می‌دهند که به‌طور معمول با فاز ثابت تعامل می‌کند. این جفت یونی از لحاظ ویژگی‌های فیزیکوشیمیایی مشابه یک مولکول بزرگ عمل می‌کند و این ویژگی‌ها باعث جداسازی بهتر یون‌ها از یکدیگر می‌شود. این روش به‌ویژه برای جداسازی یون‌هایی که بدون استفاده از یون جفت نمی‌توانند به‌طور مؤثر جداسازی شوند، مناسب است. به‌عنوان مثال، این تکنیک در جداسازی آنیون‌های پیچیده و بررسی ترکیب‌های غیر آبی کاربرد دارد.
کروماتوگرافی با رزین‌های انتخابی (Selective Resin Ion Chromatography):
کروماتوگرافی با رزین‌های انتخابی برای جداسازی یون‌ها به‌ویژه در نمونه‌های پیچیده استفاده می‌شود. در این نوع کروماتوگرافی، ستون کروماتوگرافی با رزین‌هایی پر می‌شود که به‌طور خاص به یون‌های خاص جذب می‌شوند. این روش به‌ویژه برای جداسازی یون‌های خاص که به‌طور معمول نمی‌توانند با روش‌های معمولی جداسازی شوند، استفاده می‌شود. رزین‌ها به‌طور انتخابی با یون‌هایی که ویژگی‌های مشابه دارند تعامل می‌کنند و بر اساس این ویژگی‌ها یون‌ها از یکدیگر جدا می‌شوند.
کروماتوگرافی تبادل یونی برای جداسازی کاتیون‌ها (Cation-Exchange Chromatography):
کروماتوگرافی تبادل یونی برای جداسازی کاتیون‌ها، از رزین‌هایی استفاده می‌کند که به‌طور خاص به یون‌های مثبت جذب می‌شوند. در این روش، کاتیون‌ها مانند سدیم، کلسیم و منیزیم با یون‌های مشابه در فاز ثابت تبادل می‌کنند. این تکنیک به‌ویژه در آنالیز ترکیبات آبی و محیط‌های صنعتی کاربرد دارد. یون‌هایی که قدرت تبادل بالاتری دارند، معمولاً زودتر از ستون عبور می‌کنند. این روش دقت بالایی در جداسازی کاتیون‌ها و آنالیز آنها فراهم می‌آورد.